# Hologymnosus
Hologymnosus  es un género de peces de la familia de los Labridae y del orden de los Perciformes.

## Especies
De acuerdo con FishBase:
- Hologymnosus annulatus (Lacépède, 1801)
- Hologymnosus doliatus (Lacépède, 1801)
- Hologymnosus longipes (Günther), 1862
- Hologymnosus rhodonotus Randall y Yamakawa, 1988